# Åshöjdens BK
Åshöjdens BK är en fiktiv fotbollsklubb i en liten ort i nordvästra Skånes skogsbygder – förebilden för orten anses vara Åsljunga. Klubben skildras i en serie ungdomsböcker, skrivna av Max Lundgren. Den första boken kom ut 1967. 
Idrottsföreningen skildrades också som tecknad serie illustrerad av Reijo Stävenborg (tidigare Piippo) i Buster, i 124 kapitel med ursprungspublicering mellan 1975 och 1992. Den tecknade serieversionen samlas 2020–2022 i fyra böcker utgivna av Rutorik. 
1985 kom även en TV-serie baserad direkt på Max Lundgrens böcker som visades i SVT.

## Handling
Böckerna skildrar hur en före detta landslagsman i fotboll flyttar till en liten ort och börjar träna det lokala fotbollslaget som lyfter till oanade höjder, samtidigt som det lilla samhället får ett lyft när en ny stor väg ska dras genom Åshöjden. Fotboll blandas med affärsintressen och politik, samtidigt som ett flertal unga pojkar brottas med sin vardag. Viktiga personer i boken är Jorma Engmark (fick spela en landskamp), som berättar historien, dennes fosterbror Edward Engmark (lagets stjärna, som spelade flera landskamper), "Blåbärskungen" (Jormas fosterfar och Edwards farfar), fotbollstränaren Bagarn Olsson, Ruben Svarte och den räddhågsne målvakten Hitte-Joel. Laget gick ända från de så kallade gärdsgårdsserierna till de högre serierna men förlorade kvalspelet till Allsvenskan i den sista boken.
Utöver historien om fotbollslaget skildras även samhällsutvecklingen i Sverige. Själva berättaren Jorma är krigsbarn från Finland, och spänningar mellan delar av lokalbefolkningen och ”tattarna” beskrivs. Blåbärskungen är samhällets dominerande aktör i näringslivet, och han bestämmer över det mesta.

## Mottagande
Böckerna fick ett bra mottagande av såväl publik som kritiker. Inte minst på grund av att författaren Max Lundgrens budskap med böckerna var att det viktigaste med fotboll är gemenskapen lagkamrater emellan och solidaritet, inte att vinna.[källa behövs] För att visa detta lät Max Lundgren Åshöjdens BK förlora sista matchen i kvalserien till Allsvenskan, vilket betydde att de inte lyckades ta sig ända upp till den högsta serien.
Ibland talar sportjournalister om verklighetens Åshöjdens BK när de skriver om klubbar, oftast ute på landsbygden, som inom loppet av några få säsonger går från lägre divisioner till högre; till exempel Ljungskile SK på 1990-talet, Friska Viljor FC kring millennieskiftet, Östersunds FK på 2010-talet  och i modern tid även Dalkurd FF. 

## Spelarna i Åshöjdens BK
| Nr | Land | Pos | Namn                      |
| -- | ---- | --- | ------------------------- |
| 1  |      | MV  | Joel Hitte-Joel Olsson    |
| 16 |      | MV  | Fille Eliasson            |
| 2  |      | F   | Christoffer Söderqvist    |
| 3  |      | F   | Sven Dubbel-sven Svensson |
| 5  |      | F   | Bagarn Olsson             |
| 13 |      | F   | Sjunne Svensson           |
| ?  |      | F   | Erik Ehn                  |

| Nr | Land | Pos | Namn                   |
| -- | ---- | --- | ---------------------- |
| 4  |      | MF  | Jorma Engmark - Heikku |
| 6  |      | MF  | Jan Kula Persson       |
| 10 |      | MF  | Björn Backe            |
| 11 |      | MF  | Lars Lillen Jönsson    |
| 12 |      | MF  | Arne Christoffersson   |
| 9  |      | A   | Edward Engmark         |
| 14 |      | A   | Anders Sjögren         |
| 15 |      | A   | Benny Olsson           |

Spelare som har slutat
- Emil Hansson
- Rudolf Andersson
- Bengt Einarsson
- Leif Nilsson
- Storken Ek
- Martin Löf

## Bearbetningar
En TV-serie baserad på böckerna gjordes 1985.
Böckerna blev även tecknad serie i tidningen Buster.